# すきとおった銀の髪
「すきとおった銀の髪」（すきとおったぎんのかみ）は、吸血鬼一族の物語を描いた萩尾望都のファンタジー漫画作品『ポーの一族』シリーズのうち、『別冊少女コミック』1972年3月号に掲載された短編作品である。本作はシリーズの第1作にあたる。

## 解説
本作は『ポーの一族』シリーズの第1作にあたる。作者は、『ポーの一族』は初め三部作（「ポーの一族」「メリーベルと銀のばら」「小鳥の巣」）にするつもりで「現代」「過去」「過去の過去」という3つの話を作ったが、長編連載をやるには早すぎると編集から「待った」がかかったため、「すきとおった銀の髪」などの短編を小出しに描き、そんなにやりたいのならとようやく編集から三部作連載の了解が了解が出たと述べている。また、作者は『コスチュームの歴史』という本に掲載されている「エンパイヤスタイル」という、切り替えがバストのすぐ下にあって、ストーンとしたスタイルのドレスが、ちょっと透けた感じもあってとてもきれいで、本作はひたすらこれをメリーベルに着せるために描いたようなものであると述べている。
なお、本作ではエドガーとメリーベルの正体がバンパネラ（吸血鬼）であることはまだ明らかにはされていない。

## あらすじ
ある春の日、14歳のチャールズは、姉のアンナが弾くピアノソナタの音が聞こえてくると、家庭教師がそわそわしていなくなるのを見計らって、外へ出かける。そして、遊んでいるとき、町はずれの古い屋敷に引っ越してきた銀色の髪の少女、メリーベルと出会う。一目で恋に落ちたチャールズは、ポーツネル卿一家が住むその屋敷に毎日出かけてメリーベルと一緒に遊ぶ。しかし、メイドはその屋敷の窓がひとつも開いておらず、悪いことでもしているように家中静まり返っていて気味が悪いという。メリーベルは、私たちはいつも旅行していて一箇所に長く逗留はしない、この町にも長くはおらず、そのうちいつかどこかへ行ってしまうのだという。チャールズは「いかないで！ きみが好きだもの！」とメリーベルを抱きしめていう。メリーベルはそれに応える代わりに老ハンナおばあさんが生前、子守唄代わりに歌ってくれた「すきとおった銀の髪の少女がいました そのあまりの美しさに神は少女のときをとめました…」という歌を歌い、チャールズはその歌を教わる。
やがて、春が終わらないうちにメリーベルは、青く冷たい目をした巻き毛の兄・エドガーと、兄妹を引き取ったという美しい婦人と背の高い紳士とともに旅立って行ってしまった。後日、姉と家庭教師が駆け落ちしたことを知ったチャールズは、メリーベルをさらって逃げるほどの機転が利かなかったことを、長く後悔していた。
それから30年後、銀婚式を迎えたチャールズは、妻に花を買って帰る途中、メリーベルそっくりの少女を見かけ、「あなたのお母さまはメリーベルとおっしゃるのでしょう」と声をかける。しかし少女は、メリーベルは自分の名前で、生んでくれた母親のことは何も知らないという。チャールズは幼いときに一緒に遊んだ少女が娘に自分の名前を付けたのだと思い、「すきとおった銀の髪の少女がいました…」という歌を教わったと話すと、少女はその歌なら知っているという。そこへ、「メリーベル おいで」と呼びかける、30年前とまったく同じ姿の青く冷たい目をした巻き毛の兄の姿を見て、チャールズは愕然とする。さらに、「エドガー兄さんが呼んでるわ」といって行きかける少女のその先には、30年前と同じように美しい婦人と背の高い紳士が立っていた。チャールズは、行きかける少女に思わず持っていた花束からバラの花を一輪手渡す。バラを受け取った少女は、馬車の窓から手を出してバラの花を萎れさせて行ってしまうのであった。

## 作品の設定年代
本作の設定年代は作品中では明記されていないが、読者からいつ頃の時代の作品なのかの質問に対し、「メリーベルと銀のばら」最終話を掲載した『別冊少女コミック』1973年3月号に、「ポー・シリーズを年代順にならべますとこうなります」と次月号から掲載する「小鳥の巣」までの各作品の年代を記載し、本作については「1820 - 1850」と記している。
一方、フラワーコミックス『ポーの一族』第1巻のもくじページには本作は「1815年ごろ」と記されており、『ポーの一族』プレミアムエディション（上・下巻）の巻末に掲載されている年表にも「1815ごろ チャールズ少年、メリーベルと出会う」と記されている。